# Fernando Piteira Santos
Fernando António Piteira dos Santos (Amadora, Oeiras, 23 de janeiro de 1918 — Lisboa, 28 de setembro de 1992) foi um político, professor universitário e jornalista português.

## Juventude e formação académica

Iniciou os seus estudos na Amadora, então pertencente ao concelho de Oeiras, onde nasceu em 1918 e viveu até aos 39 anos. Filho de um pai republicano e oficial do Exército, Vitorino Gonçalves dos Santos, natural de Montalegre, participante na sua instauração e condecorado por isso com o oficialato das Ordens de Avis e de Sant'Iago da Espada, e de mãe culta e católica, Leonilde Bebiana Piteira dos Santos, doméstica, natural de Lisboa (freguesia da Pena), estudou no Externato Alexandre Herculano, na Amadora, e concluiu o ensino secundário no Liceu Passos Manuel, em Lisboa. 
Frequentou seguidamente a Universidade de Lisboa, primeiro na Faculdade de Direito e depois na Faculdade de Letras da Universidade de Lisboa, onde se licenciou em Ciências Histórico-Filosóficas, em 1950, com uma tese intitulada Geografia e Economia da Revolução de 1820. O percurso académico é mais demorado pela fervorosa atividade política. Foi colega de Vitorino Magalhães Godinho, entre outros.
Na sua juventude ou mais tarde granjeou amigos como Alves Redol, Carlos de Oliveira, José Cardoso Pires, José Gomes Ferreira, Manuel da Fonseca, Mário Dionísio, Manuel Ribeiro de Pavia e Rui Grácio.
Praticou ainda hóquei em patins na Académica da Amadora e pingue-pongue no Estrela da Amadora. Foi ainda atleta e simpatizante do Sporting Clube de Portugal.

## Atividade política
Começou a oposição políticas organizada ao Estado Novo ao aderir ao Bloco Académico Anti-Fascista. Em Abril de de 1938 será preso pela primeira vez.

### Partido Comunista Português
De seguida junta-se à Juventude Comunista no início da década de 40 do século XX e passará à clandestinidade. 
No III Congresso do Partido Comunista Português (PCP), em novembro de 1943, foi eleito membro do seu Comité Central e reeleito em 1946. Será responsável pelo setor militar do partido até à sua prisão em 1945.
Em 1943, foi um dos fundadores do Movimento de Unidade Nacional Antifascista (MUNAF), sendo membro do seu comité executivo em representação do PCP. Em 1945, é controleiro do MUNAF a sul do Tejo e controleiro do Comité Regional do Oeste Sul do PCP. 
Entre Julho de 1945 e Dezembro de 1947 esteve preso, condenado por tribunal do Estado Novo, Esse período inclui prisão pela PIDE na Cadeia do Aljube e no Forte de Caxias.
Em 1949, participa na campanha do General Norton de Matos nas eleições presidenciais de 1949 pelo MUD.
Em 1950, foi expulso do PCP sob a acusação de titista (apoiante do Jugoslavo Marechal Tito) e de revisionista.

### Dissidência do PCP
Em 1958, participa na campanha eleitoral do general Humberto Delgado à presidência da República. Ajudou na convergência de luta efémera entre Humberto Delgado e o PCP.
Liga-se à Resistência Republicana e Socialista. Em 1961, é um dos subscritores do "Programa para a Democratização da República".. É de novo preso pela PIDE entre agosto e novembro de 1961.
No final de 1961, participou no fracassado assalto ao quartel de Beja, tendo passado à clandestinidade e, subsequentemente, exilado em Argel. Participa então na fundação da Frente Patriótica de Libertação Nacional (FPLN) em Argel, de cuja Comissão Delegada fez parte. Contribui para os seus orgãos de comunicação, sendo um dos editores da Rádio Voz da Liberdade e diretor do jornal Liberdade.

### Pós-25 de Abril de 1974
Após o 25 de Abril de 1974, regressa a Portugal. Funda os "Centros Populares 25 de Abril" com Manuel Alegre, Maria Belo, Nuno Bragança, Edmundo Pedro, António Arnaut, entre outros.
César Oliveira atribui-lhe provavelmente a cunhagem do termo Fraternidade Operária à associação político-cultural que depois dará origem à União da Esquerda para a Democracia Socialista (UEDS).
Continua a participar como ativista político, destacando-se a sua participação na direção da URAP - União de Resistentes Antifascistas Portugueses, no Movimento Português Contra o Apartheid (1981) e na direção do CPPC - Conselho Português para a Paz e Cooperação (1989).

## Atividade cultural, literária e jornalística
Desenvolveu uma intensa atividade no jornalismo, colaborando, desde jovem, em diversos jornais e revistas. 
Após a sua expulsão do PCP, trabalha como tradutor e prefaciador de obras na editora Publicações Europa-América, onde, a partir de 1952, é igualmente chefe de redação do Boletim Bibliográfico da Europa-América, LER.
Em 1956, co-fundou a Sociedade Portuguesa de Escritores. Os seus escritos foram sujeitos à censura.
Entre fevereiro de 1976 e abril de 1989, foi subdiretor do jornal Diário de Lisboa, onde, a partir de 1976, publicou a coluna de análise política Política de A a Z.
Foi membro da Direção e do Conselho Editorial da Nova Seara Nova (1989-90).
Desempenhou ainda cargos públicos como Diretor Geral da Cultura Popular e Espetáculos (Maio de 1974 a Junho de 1974) e Diretor dos Serviços Culturais da C M de Lisboa (1974/75).

## Atividade docente e de investigação
Após a Revolução de 25 de Abril de 1974, regressa a Portugal, onde desenvolve atividade docente na Faculdade de Letras da Universidade de Lisboa e na Faculdade de Ciências Sociais e Humanas da Universidade Nova de Lisboa. Especialista na área de história e de regimes fascistas, será um dos precursores da escola de "Annales" em Portugal.
Foi membro da Direção do Centro de História da Universidade de Lisboa (1983).
Deu a sua última lição em 30 de junho de 1988, na Faculdade de Ciências Sociais e Humanas da Universidade Nova de Lisboa.
Em 1978, é nomeado para integrar a Comissão do Livro Negro do Fascismo, de que fez parte até à sua extinção.

## Homenagens

### Condecorações
- Grau de Comendador da Ordem da Liberdade (24 de setembro de 1983)[10]
- Grau de Grande-Oficial da Ordem da Liberdade (20 de julho de 2023, a título póstumo)[10]

### Na toponímia
- Almada[11]
- Amadora[12]
- Lisboa[13]
- Odivelas[14]
- Sesimbra[15]
- Sintra[16]

### Outras
A biblioteca municipal da Amadora denomina-se Biblioteca Municipal Fernando Piteira Santos.

## Vida familiar
A 31 de julho de 1940, casou primeira vez civilmente, em Lisboa, com a militante comunista Cândida Ventura. Por sentença de 19 de julho de 1947, os dois divorciaram-se litigiosamente, a requerimento de Cândida Ventura.
A 7 de fevereiro de 1948, dois meses após ter saído da prisão, casou segunda vez civilmente, em Lisboa, com a militante comunista Maria Stella Bicker Correia Ribeiro (1917-2009), mãe da jornalista Maria Antónia Fiadeiro, afilhada de Fernando Piteira Santos.

## Algumas obras
- As grandes doutrinas económicas. Lisboa:  Publicações Europa-América, 1951

Com o pseudónimo Arthur Taylor
- Geografia e economia da revolução de 1820. Lisboa:  Europa-América, 1962.
- 5 de outubro de 1976. Lisboa:  Direção-Geral da Divulgação, 1976

Com Miriam Halpern Pereira e Jacinto Baptista.
- Camões, os centenários, as leituras e o conceito de "experiências". Lisboa:  Sociedade de Língua Portuguesa, 1982. Sep. Língua Portuguesa, 6.
- Raul Proença e a "Alma nacional". Mem Martins:  Europa-América, 1982.

Com a colaboração de António José de Almeida
- O centenário da sociedade "A Voz do Operário". Lisboa:  A Voz do Operário, 1983.
- SÉRGIO, António. Correspondência para Raul Proença. Lisboa:  Dom Quixote:  Biblioteca Nacional, 1987.

GONZÁLEZ, José Carlos (org. e introd.); SANTOS, Fernando Piteira (estudo).

### Traduções
- BOGLIOLO, Luigi. Filosofia da pessoa humana no pensamento de António Rosmini. Lisboa:  Ed. da Rev. Filosofia, 1958

Com o pseudónimo Fernando dos Santos
- LE LANNOU, Maurice. Brasil. Lisboa:  Europa-América, 1957.
- KRAMER, Samuel Noah. A história começa na Suméria. Lisboa:  Europa-América, 1963.
- VIAUD, Gaston. A inteligência. 2.ª ed. - Lisboa:  Europa-América, 1964

Com o pseudónimo F. Santos

### Tradução e prefácio
- ROUSSEAU, Pierre. A ciência do século XX:  descobertas, aplicações

Lisboa:  Europa-América, 1958

### Prefácio
Raúl Rego, Manuela de Azevedo, Jacinto Baptista. Nosso confrade Herculano. Lisboa:  Dir. Geral da Divulgação, 1983.

## Espólio documental
O espólio documental de Fernando Piteira Santos encontra-se depositado no Centro de Documentação 25 de Abril da Universidade de Coimbra.